# Baillie Islands
Baillie Islands är öar i Kanada.   De ligger i territoriet Northwest Territories, i den nordvästra delen av landet, 4 000 km nordväst om huvudstaden Ottawa. Arean är 53 kvadratkilometer.
Terrängen på Baillie Islands är mycket platt. Den sträcker sig 11,1 kilometer i nord-sydlig riktning, och 8,8 kilometer i öst-västlig riktning.
Trakten runt Baillie Islands består i huvudsak av gräsmarker. Trakten runt Baillie Islands är nära nog obefolkad, med mindre än två invånare per kvadratkilometer.